# Cantone di Saint-Germain-les-Belles
Il Cantone di Saint-Germain-les-Belles era una divisione amministrativa dell'arrondissement di Limoges.
A seguito della riforma approvata con decreto del 20 febbraio 2014, che ha avuto attuazione dopo le elezioni dipartimentali del 2015, è stato soppresso.

## Composizione
Comprendeva i comuni di:
- Château-Chervix
- Glanges
- Magnac-Bourg
- Meuzac
- La Porcherie
- Saint-Germain-les-Belles
- Saint-Vitte-sur-Briance
- Vicq-sur-Breuilh